# Mátyásdomb
Mátyásdomb is een plaats (község) en gemeente in het Hongaarse comitaat Fejér. Mátyásdomb telt 803 inwoners (2001).